# 1137
| Calendário gregoriano                                                        | 1137 MCXXXVII                                        |
| Ab urbe condita                                                              | 1890                                                 |
| Calendário arménio                                                           | 586 – 587                                            |
| Calendário bahá'í                                                            | -707 – -706                                          |
| Calendário budista                                                           | 1681                                                 |
| Calendário chinês                                                            | 3833 – 3834 Início a 25 de janeiro (aproximadamente) |
| Calendário copta                                                             | 853 – 854                                            |
| Calendário etíope                                                            | 1129 – 1130                                          |
| Calendários hindus - Vikram Samvat - Calendário nacional indiano - Cáli Iuga | 1192 – 1193 1058 – 1059 4237 – 4238                  |
| Calendário Holoceno                                                          | 11137                                                |
| Calendário islâmico                                                          | 531 – 532                                            |
| Calendário judaico                                                           | 4897 – 4898                                          |
| Calendário persa                                                             | 515 – 516                                            |
| Calendário rúnico                                                            | 1387                                                 |
| Calendário solar tailandês                                                   | 1680                                                 |

1137 (MCXXXVII, na numeração romana) foi um ano comum do século XII do Calendário Juliano, da Era de Cristo, a sua letra dominical foi C (52 semanas), teve início a uma sexta-feira e terminou também a uma sexta-feira.
No território que viria a ser o reino de Portugal estava em vigor a Era de César que já contava 1175 anos.
| Ano completo                       |
| ---------------------------------- |
| Ano comum com início à sexta-feira |

## Eventos
- Tratado de Tui entre Afonso VII e D. Afonso Henriques, pelo qual este se reconhece vassalo do rei de Castela, pela tenência de Astorga.
- É reformada a doação do padroado de Argoncilhe pelo Bispo D. João, integrando assim Argoncilhe nas igrejas do território do Porto (que entretanto se estendeu pelas terras da Feira), ou seja, Argoncilhe, Perosinho, Serzedo e Grijó. Uma situação que se manteve até 1686, altura em que a freguesia fica independente do Mosteiro dos Crúzios de Grijó, até 1834.

## Mortes
- 9 de Abril - Guilherme X da Aquitânia.
- Adela da Normandia (data provável).
- Ramanuja, teórico do hinduísmo.
- Luís VI, o Gordo, Rei de França.
- Soeiro Mendes de Sousa n. 1100, Rico-Homem e cavaleiro medieval português, esteve na Batalha de São Mamede ao lado de D. Afonso Henriques.